# 平民苗字必称義務令
平民苗字必称義務令（へいみんみょうじひっしょうぎむれい、平民苗字必唱義務令）は、日本の法令である（明治8年太政官布告第22号）。1875年（明治8年） 2月13日公布。
すべての国民に苗字（名字・姓）を名乗ることを義務付けた。

## 歴史

### 江戸時代以前の状況
正倉院に残る奈良時代の戸籍簿や平安時代の戸籍調査から見てその時代の農民は「◯◯部」というみずからを所有する一族の氏を称していたことが分かるが、室町時代以降になると武家支配層が農兵化を恐れて農民から刀と苗字を取り上げて食糧生産にのみ釘付けにさせるようになったため、やがて農民は自らの家系と氏・姓を忘れさせられていった 。
江戸時代まで、日本において公的に苗字を使用したのは、原則として公家及び武士また豪農や三井などの豪商などの支配階層に限られ、明治初年の段階において苗字を名乗ることが許されていた者は日本国民中わずかに6％前後に過ぎなかった 。「苗字帯刀御免」といわれたように武士の身分的特権を示すものが苗字だったのであり 、百姓や町人は江戸幕府等の諸権力の許可なくして苗字を名乗ることは許されなかった 。

### 平民苗字許容令（1870年）
1870年（明治3年）9月19日に明治政府により『自今平民苗氏被差許候事』という布告（平民苗字許容令）が出された。これにより平民も自由に姓を名乗ることができるようになった 。 この布告は細川潤次郎が民部大輔の大木喬任に建議したことにより実現した。細川はこの建議の理由を次のように述べている。
すなわち封建制の不合理と圧制の排除、 自他の区別の必要性を理由として行われたということである 。 
またこの頃内外の事情によって強力な中央集権国家を建設する必要に迫られていた明治政府は、脱籍浮浪人の取締り等の治安維持、徴税や徴兵や学制等のために全国民を戸において把握管理しようと戸籍制度の創設を進めている最中だった。このために全国民を「苗字と名」で把握する必要が生まれていたことも背景にあった 。 
すなわち平民苗字許容令は、戸籍制度を確立するための前掲条件であるとともに、四民平等の理念に基づく身分解放政策の一環であった 。

### 平民苗字必称令（1875年）
しかし平民苗字許容令は平民が苗字を持つことを認めるというだけのものであって、平民に苗字を作ることを強制したものではなかった 。長い間苗字を名乗ることを禁じられていた平民はお咎めがあっては困ると苗字を控え続ける者が多かった 。そのためこの後も日本国民の中には苗字がない者が多数存在し続けた。これでは戸籍制度によって国民を把握管理するという目的は達成され得ず、特に陸軍省はこのことが徴兵事務に支障をきたしていることを指摘し、全国民に苗字を持たせることを要請した。太政官はこの要請を受け入れて、ついに1875年（明治8年）2月13日に平民苗字必称令を布告した 。「平民苗字被差許候旨明治三年九月布告候処自今必苗字相唱可申尤祖先以来苗字不分明ノ向ハ新タニ苗字ヲ設ケ候様可致此旨布告候事」という布告である 。
ここに日本国民は全員苗字を持たねばならなくなり、いわば「国民皆姓」となった 。
元々苗字のある身分の者もこの流れで新しい苗字を名乗るケースがあった。例えば伊勢ノ海はその流れで生まれた苗字と言える(詳細はそちらを参照のこと)。

### 苗字のない者たちの苗字創設の模様
この布告により苗字のない者たちは苗字を創設することが義務付けられたが、何という苗字にするかは全く当人の自由であった。旧士族だった者は武士時代の苗字を戻す者が多く、それ以外の百姓や町人の大部分は祖先の地を付ける者が多かった 。屋号や職業名を名字にする者もあった 。
百姓などには字が書けない者や先祖のことなど全く分からない者もあるので、村の学識者（僧侶、神主、塾の師匠など）につけてもらったケースも見られる 。僧侶や塾の師匠につけてもらって、檀徒、氏子、釈氏、釈子、仁木、孝子といった苗字になった者もある 。
役場の戸籍係に苗字をつけてもらう者もあり、戸籍係に適当につけてくれと頼んだ結果「適藤」という苗字にされた者や、「先祖が戦争で手柄を立てた」というので「手柄」という苗字になった者もある 。「うちは古い家柄だ。それを盛り込んでくれ」と言われた戸籍係が「古代はどうだね」と聞くと「もう少し古い」といい「じゃあ太古は？」と聞くと「もっと古い」というので太古前という苗字に決まった者もあった。前の人と同じ苗字という意味で「左に同じ」といったら左同になった者もあった。店主に苗字を付けてもらった二人の店子が話に夢中になって役場に付いたときには何という苗字だったか忘れてしまい、「二人が・・・二人が・・・」と口ごもっていたら、両名とも「二人」という苗字にされ、その後「ふひと」と読むと教えられたという。日本一立派な姓が欲しいと「陛下」にしようとした者もあったが、村長の忠告で「陛上」にし、現在は「階上」に落ち着いているという。
鰻取りの名人だから「鰻」にする者、夫婦喧嘩をやめるよう「円満」にする者、未亡人が新しい主人を射止められるよう「射矢」にする者、賤ヶ岳七本槍の加藤・福島・片桐・脇坂などや、徳川四天王の酒井・榊原・井伊・本多など有名武将と同じ苗字にする者などもあった。大阪の下町の46軒の長屋の住民たちが仮名手本忠臣蔵の47士の苗字（「大星」「寺岡」など）からくじ引きで決めたという事例もあった。
また申請は役所において口頭で名字を伝えることによって行われたが、当時全ての役人が読み書きを自由にできたわけではなかったため、漢字を間違えて登録したケースが存在する。有名なのは「サイトウ」である。名字研究家の高信幸男の調査によれば「サイトウ」の書き方に「斉藤」「斎藤」「齋藤」「齊藤」と種類ができたのは、この時であるという。もともとは「斎藤」が由来で、それ以外の3つは役所の人間の書き間違いで誕生した姓という。「斉」は当時「さい」ではなく「せい」と読んでいたので、単純な誤字としか考えられないという。
日本人に「佐藤」と「鈴木」が多い理由に付いては諸説あるものの、この平民苗字必称義務令の時に政府が例示した苗字だったためとする説が有力視されている。つまり、自由に苗字を定めてよいとは言っても、何も思いつかない人も多く、とりあえず政府が例として出した「佐藤」や「鈴木」にしたという人が少なくなかったのだという。
江戸時代の苗字の種類は3万種に過ぎなかったが、現在日本人の苗字のバリエーションは12万種あるといわれる。増加した9万種の苗字は明治期に創出されたものである 。